# A-F Records
A-F Records é uma gravadora independente dos Estados Unidos localizada em Pittsburgh, Pensilvânia. Foi fundada pela banda Anti-Flag.